# Gomponsom
Gomponsom là một tổng thuộc  tỉnh Passoré ở bắc trung bộ  Burkina Faso. Thủ phủ là thị xã Gomponsom. Dân số năm 2006 là 18.259 người.

## Các thị xã và làng xã
Baniou, Dana, Kouni, Kunkane, Lablango, Niongnongo, Ouonon, Pougyango, Seloguin, Tibili, Tinkoguelga, Toessin, Zambele và Zougoungou.